# 福島県道132号只見停車場線
福島県道132号只見停車場線（ふくしまけんどう132ごうただみていしゃじょうせん）は、福島県南会津郡只見町にある一般県道である。

## 概要
- 起点：南会津郡只見町只見字上ノ原（JR只見線只見駅前）
- 終点：南会津郡只見町只見字上ノ原
- 総延長：180 m[1]
  - 実延長：総延長に同じ
- 路線認定年月日：1966年11月22日[2]

## 通過する自治体
- 福島県
  - 南会津郡只見町

## 交差・接続する路線
- 国道252号・国道289号（只見字上ノ原（終点）

## 沿線
- JR只見駅
- 只見町役場